# جسپر (اورگن)
جسپر (به انگلیسی: Jasper) یک منطقهٔ مسکونی در ایالات متحده آمریکا است که در شهرستان لین، اورگن واقع شده‌است.